# Eion Bailey
Eion Francis Hamilton Bailey (ur. 8 czerwca 1976 w Santa Ynez Valley w Kalifornii) – amerykański aktor telewizyjny i filmowy.

## Życiorys

### Wczesne lata
Dorastał w Santa Ynez Valley, w Kalifornii. Mając dwanaście lat brał lekcje pilotażu od swojego ojca który posiada małą linię lotniczą. Po ukończeniu dwuletniego Santa Barbara City College, uczęszczał do Amerykańskiej Akademii Sztuk Dramatycznych (American Academy of Dramatic Arts) w Nowym Yorku.

### Kariera
Po raz pierwszy na małym ekranie wystąpił gościnnie w serialach: Buffy: Postrach wampirów (Buffy the Vampire Slayer, 1997), Inni Znaczący (Significant Others, 1998), Jezioro Marzeń (Dawson’s Creek, 1998). Na dużym ekranie debiutował w dramacie A Better Place (1997). Zaraz potem wystąpił u boku Brada Pitta w dramacie sensacyjnym Podziemny krąg (Fight Club, 1999) oraz dwóch dramatach muzycznych – Światła sceny (Center Stage, 2000) z udziałem Petera Gallaghera i U progu sławy (Almost Famous, 2000), gdzie zagrał postać reportera Janna Wennera.
Za rolę Franka Thayera w miniserialu HBO Pancho Villa we własnej osobie (And Starring Pancho Villa as Himself, 2003) zdobył nominację do nagrody Złotej Satelity. Rola Michaela Elgina w komediodramacie Life of the Party (2005) przyniosła mu nominację do nagrody Emmy.

## Filmografia

### Filmy fabularne
- 1997: A Better Place jako Ryan
- 1999: Podziemny krąg (Fight Club) jako Ricky
- 2000: U progu sławy (Almost Famous) jako Jann Wenner
- 2000: Światła sceny (Center Stage) jako Jim Gordon
- 2000: The Young Unknowns jako Joe
- 2001: Seven and a Match jako Sid
- 2002: Żona wyrzutka (The Scoundrel’s Wife) jako Jack Burwell
- 2004: Łowcy umysłów (Mindhunters) jako Bobby Whitman
- 2005: Life of the Party jako Michael Elgin
- 2005: Życie seksualne (Sexual Life) jako David
- 2006: A House Divided jako Romi
- 2009: The Canyon jako Nick
- 2009: (Bez tytułu) (Untitled) jako Josh Jacobs
- 2017: Ocean Desperacji (Extortion) jako Kevin Riley

### Filmy TV
- 2003: Pancho Villa we własnej osobie (And Starring Pancho Villa as Himself) jako Frank Thayer
- 2006: Candles on Bay Street jako Sam
- 2006: Orfeusz (Orpheus)
- 2007: Untitled J.J. Abrams/HBO Project jako Bill Morgan

### Seriale TV
- 1997: Buffy: Postrach wampirów (Buffy the Vampire Slayer) jako Kyle DuFours
- 1998: Inni znaczący (Significant Others) jako Cambell Chasen
- 1998: Jezioro Marzeń (Dawson’s Creek) jako Billy Konrad
- 2001: Kompania Braci (Band of Brothers) jako szeregowiec David Webster
- 2003: Bez śladu (Without a Trace) jako Christopher Mayes
- 2004: Łowcy umysłów (Mindhunters) jako Bobby Whitman
- 2004–2005: Ostry dyżur (ER) jako Jake Scanlon
- 2006: CSI: Kryminalne zagadki Nowego Jorku jako Dean Lessing
- 2006: Marzenia i koszmary (Nightmares and Dreamscapes: From the Stories of Stephen King) jako Lonnie Freeman
- 2012-2017: Dawno, dawno temu jako August Wayne Booth/Pinokio oraz Pinokio (Świat Życzenia)